# Bernhard Schlereth
Bernhard Schlereth (* 12. Januar 1952) ist ein deutscher Kommunalpolitiker und Fastnachtsfunktionär.

## Leben und Wirken
Schlereth besuchte die Volksschule Veitshöchheim. Im Anschluss wurde er technischer Bahnbeamter.
1971 trat er in die SPD ein. Er leitete den Ortsverein und war stellvertretender Vorsitzender des Kreisverbands. Von 1985 bis 2006 war er Mitglied des Gemeinderates. Von 1990 bis 1996 und seit 2008 gehört er dem Kreistag Würzburg an.
Schlereth war Vize-Präsident und Schatzmeister des Veitshöchheimer Carneval Club. 1997 wurde er Schatzmeister des Fastnacht-Verband Franken und 2003 dessen Präsident. 2012 wurde er BDK-Vizepräsident. 2018 gab er sein Amt als Präsident des Fastnacht-Verband Franken ab (ebenso wie das Amt des Vizepräsidenten des BDK) und wurde zum Ehrenpräsidenten des Fastnacht-Verband Franken ernannt. Als Präsident des Fastnacht-Verband Franken war er bei der jährlichen Sendung Fastnacht in Franken im BR-Fernsehen neben dem Sitzungspräsidenten zu sehen. Von 2018 bis 2021 war er jeweils der künstlerische Leiter der Sendung. 
Im Jahr 2005 übernahm er spontan die Moderation der Fernsehsitzung als Sitzungspräsident Detlef Wagenthaler in der Sitzung notärztlich behandelt werden musste. 2008 und 2009 war er Moderator der Sendung „Höhepunkte der fränkischen Fastnacht“. Daneben wirkte an der Konzeption der Sendungen „Wehe wenn wir losgelassen“, „Die Närrischen Weinprobe“ und „Franken sucht den Supernarr“ mit.
Er setzte sich während seiner Zeit als Präsident des Fastnacht-Verbands Franken dafür ein, das Deutsche Fastnachtmuseum in Kitzingen weiterzuentwickeln, und initiierte die Gründung und den Aufbau der dort angesiedelten Fastnacht-Akademie als Fortbildungszentrum für den Nachwuchs, dessen Namensgeber er auch wurde.

## Auszeichnungen
- 2002: Kommunale Dankurkunde
- 2014: Frankenmedaille[5]
- 2015: Frankenwürfel[6]
- 2017: Bundesverdienstkreuz am Bande
- 2018: Ehrenpräsident des Fastnacht-Verbandes Frankenwürfel
- 2019: Namensgeber für die Fastnacht-Akademie in Kitzingen, in welcher Nachwuchstalente ausgebildet werden sollen (Bernhard-Schlereth-Haus)[7]
- 2021: BR-Verdienstmedaille[8]
- 2022: Bayerischer Verdienstorden[9]